# 比利亚尔瓦德洛斯利亚诺斯
比利亚尔瓦德洛斯利亚诺斯，是西班牙卡斯蒂利亚-莱昂萨拉曼卡省的一个市镇。 总面积37平方公里，总人口196人（2001年），人口密度5人/平方公里。